# Słubice (gemeente in powiat Słubicki)
De gemeente Słubice is een stad- en landgemeente in de Poolse powiat Słubicki, die op haar beurt weer deel uitmaakt van het woiwodschap Lubusz. Het gemeentehuis staat in de gelijknamige stad Słubice.
Op 31 december 2005 telde de gemeente 19772 inwoners. De totale oppervlakte van gemeente Słubice bedraagtr 185,42 km², waarvan 45% agrarisch gebied is, en 37% uit bos bestaat. De gemeente Słubice beslaat 18,55% van de totale oppervlakte van de powiat Słubicki.

## Plaatsen in de gemeente
De volgende plaatsen zijn in de gemeente gelegen:
- Golice
- Kunice
- Kunowice
- Lisów
- Nowe Biskupice
- Nowy Lubusz
- Rybocice
- Słubice
- Świecko
- Drzecin

## Demografie en economie
In 2002 bedroeg het gemiddelde inkomen per inwoner 1692,31 zł.

## Aangrenzende gemeenten
Cybinka, Górzyca, Rzepin en Frankfurt (Oder) (Duitsland).